# 水门机场
水门机场，也称水门空军基地，是中華人民共和國的一座军用机场，位于福建省宁德市霞浦县水门畲族乡，供予中国人民解放军空军使用。机场建于山区，距离海岸线仅数公里，歼-8II、歼-10、苏-27及苏-30等战斗飛机已经进驻，并且部署有S-300导弹用以防空。机场距离钓鱼岛约380公里，距离春晓油田约200公里，距离台北市约250公里，如果在東海與台灣、日本發生軍事衝突，將有利於解放軍的反應。 
水门机场卫星影象首度出现在2009年，到2011年，机场跑道陆续地出现来此转场，或者前进部署的歼-10战机与机场后勤整备车辆，并且有数个发射架的S-300防空导弹。
根据2013年9月的卫星影像，机场附近正在（或已完成）建设一个导弹发射阵地和一个新的雷达阵地。
机场有一条约2公里的主跑道，并且有地下机库和弹药库，于2009年开始兴建，大約於2012年竣工。
據2016年衛星圖片，機場已停有歼-11重型戰機。
據2018年美國衛星圖片，機場已完成24座機堡、新跑道等擴建。